# Piotr Radziewicz
Piotr Radziewicz (ur. 1975) – polski prawnik, doktor habilitowany nauk prawnych, profesor nadzwyczajny Politechniki Warszawskiej w Zakładzie Prawa i Administracji na Wydziale Administracji i Nauk Społecznych, specjalista w zakresie prawa konstytucyjnego i prawa administracyjnego, radca prawny.

## Życiorys
W 1999 ukończył studia prawnicze na Wydziale Prawa i Administracji Uniwersytetu Warszawskiego. Ukończył aplikację sejmową w Kancelarii Sejmu RP (2000) oraz aplikację legislacyjną w Kancelarii Prezesa Rady Ministrów (2001).
W 2004 na podstawie napisanej pod kierunkiem Michała Kuleszy rozprawy pt. Decentralizacja jako prawna forma organizacji władztwa publicznego otrzymał na Wydziale Prawa i Administracji Uniwersytetu Warszawskiego w Instytucie Nauk Prawno-Administracyjnych stopień naukowy doktora nauk prawnych w zakresie prawa, specjalność: prawo administracyjne. Na podstawie dorobku naukowego oraz rozprawy pt. Pojęcie i skutki prawne kontroli konstytucyjności prawa uzyskał w 2017 w Instytucie Nauk Prawnych Polskiej Akademii Nauk stopień doktora habilitowanego nauk prawnych w zakresie prawa, specjalność: prawo konstytucyjne.
W latach 2004–2018 był adiunktem w Zakładzie Prawa Konstytucyjnego i Badań Europejskich INP PAN (w latach 2014–2016 — kierował Zakładem). Od 2018 r. zatrudniony na stanowisku profesora nadzwyczajnego w Zakładzie Prawa i Administracji na Wydziale Administracji i Nauk Społecznych Politechniki Warszawskiej.
Członek i sekretarz Zespołu Ekspertów przy Marszałku Sejmu (2009) ds. przygotowania propozycji zmian w Konstytucji w zakresie spraw Unii Europejskiej.
Radca prawny w Okręgowej Izbie Radców Prawnych w Warszawie (2013).
W latach 1997–2006 ekspert do spraw legislacji w Biurze Studiów i Ekspertyz Kancelarii Sejmu, a następnie — w latach 2008–2012 — wicedyrektor Biura Analiz Sejmowych odpowiedzialny m.in. za reprezentację Sejmu w postępowaniach przed Trybunałem Konstytucyjnym. W latach 2006–2008 Kierownik Zespołu ds. Prawa Konstytucyjnego i Parlamentarnego oraz Orzecznictwa Trybunału Konstytucyjnego w Biurze Legislacyjnym Kancelarii Senatu. W latach 2012–2017 pracownik Biura Trybunału Konstytucyjnego na stanowisku asystenta sędziego Trybunału Konstytucyjnego.
W latach 2016–2017 członek zespołu ekspertów prawnych Fundacji im. Stefana Batorego.